# Marcel Gassouk
Marcel Gassouk est un acteur français né le 2 mai 1921 dans le 10e arrondissement de Paris, et mort le 4 février 2003 à Suresnes dans les Hauts-de-Seine. Ce second rôle a l'un des rôles principaux dans la série dramatique télévisée, Le Crime de la rue de Chantilly de Guy Jorré (1965).

## Filmographie

### Cinéma

#### Années 1960
- 1960 :
  - Fortunat d'Alex Joffé : un milicien
  - Les Distractions de Jacques Dupont : un homme au cocktail
  - La Croix des vivants d'Yvan Govar et Robert Mazoyer : figuration
  - Classe tous risques de Claude Sautet : un homme à la poste de Nice
- 1961 : 
  - Les Cinq Dernières Minutes, épisode Cherchez la femme de Claude Loursais : un employé de la fourrière
- 1962 :
  - Les Culottes rouges d'Alex Joffé : un prisonnier
  - Le Jour et l'Heure de René Clément : Un paysan
- 1963 :
  - Maigret voit rouge de Gilles Grangier - Riquet
  - Les Plus Belles Escroqueries du monde, sketch L'homme qui vendit la Tour Eiffel de Claude Chabrol : figuration
- 1964 :
  - Le Tigre aime la chair fraîche de Claude Chabrol : un homme de la DST
  - Mata Hari, agent H 21 de Jean-Louis Richard : un policier
  - Le Majordome de Jean Delannoy : un convoyeur
  - Quoi de neuf, Pussycat ? (What's new, Pussycat ?) de Clive Donner
  - Cent Briques et des tuiles de Pierre Grimblat
  - Des frissons partout de Raoul André : un homme de Grégori
- 1965 :
  - Un milliard dans un billard de Nicolas Gessner : un brigadier
  - Paris brûle-t-il ? de René Clément : un prisonnier allemand
  - Le Caïd de Champignol de Jean Bastia : un paysan
  - Qui êtes-vous, Polly Maggoo ? de William Klein
- 1966 :
  - Sale temps pour les mouches de Guy Lefranc : le parieur instinctif
  - Du mou dans la gâchette de Louis Grospierre : un membre du service d'ordre
  - Le Voyage du père de Denys de La Patellière : le chauffeur de car
  - Martin soldat de Michel Deville : un comédien
  - Le Soleil des voyous de Jean Delannoy : un truand
- 1967 :
  - Les Compagnons de la marguerite, de Jean-Pierre Mocky : un participant à la kermesse
  - Fleur d'oseille de Georges Lautner : Roule à plat
  - Diaboliquement vôtre de Julien Duvivier
  - Le Démoniaque de René Gainville : un policier
  - Vivre la nuit de Marcel Camus
- 1968 :
  - Salut Berthe ! de Guy Lefranc
  - Catherine, il suffit d'un amour de Bernard Borderie : Pichet
  - Mister Freedom de William Klein
  - La Petite Vertu de Serge Korber
- 1969 :
  - Une veuve en or de Michel Audiard
  - Trois Hommes sur un cheval de Marcel Moussy : le serveur au bar
  - La Maison de campagne de Jean Girault
  - Joë Caligula, du suif chez les dabes de José Bénazéraf : Antoine

#### Années 1970
- 1970 :
  - Solo de Jean-Pierre Mocky : un CRS abattu
  - Un condé d'Yves Boisset
  - Êtes-vous fiancée à un marin grec ou à un pilote de ligne ? de Jean Aurel : Le chauffeur de taxi
  - Le Cinéma de papa de Claude Berri : un acteur
  - Le Distrait de Pierre Richard
  - Le Mur de l'Atlantique de Marcel Camus : un colonel allemand
  - Macédoine ou La Femme sandwich de Jacques Scandelari
  - Mourir d'aimer d'André Cayatte : l'employé de la prison
  - Juste avant la nuit de Claude Chabrol : le barman
  - Doucement les basses de Jacques Deray
  - Le Voyou de Claude Lelouch  : gardien de prison
  - Les Malheurs d'Alfred de Pierre Richard
  - La Part des lions de Jean Larriaga : un gendarme au bistrot
  - Rak de Charles Belmont
  - Tout va bien de Jean-Luc Godard et Jean-Pierre Gorin
  - La sécurité est un combat de Jean Goumain (court métrage)
- 1971 :
  - L'Albatros de Jean-Pierre Mocky : l'abbé sur la route
  - Chut ! de Jean-Pierre Mocky
  - Le Cinéma de papa de Claude Berri : un acteur
  - Jo de Jean Girault : le plombier
- 1972 :
  - L'Étrangleur de Paul Vecchiali : l'homme du couple
  - Les Jonquilles de Paul Vecchiali (court métrage)
  - L'affaire Dominici de Claude Bernard-Aubert
  - L'An 01 de Jacques Doillon : le père du chef de bureau
  - César et Rosalie de Claude Sautet : Emile
  - Les Charlots font l'Espagne de Jean Girault
  - Elle cause plus... elle flingue de Michel Audiard : un habitant du bidonville
  - Le Grand Blond avec une chaussure noire de Yves Robert : le fleuriste
  - La Raison du plus fou de François Reichenbach
  - Trois Milliards sans ascenseur de Roger Pigaut
  - Voyages avec ma tante (Travels with my aunt) de George Cukor
  - François Gaillard ou la Vie des autres de Jacques Ertaud, épisode : Louis
- 1973 :
  - Les Aventures de Rabbi Jacob de Gérard Oury : le boucher
  - Le Concierge de Jean Girault - Un déménageur
  - L'Événement le plus important depuis que l'homme a marché sur la Lune de Jacques Demy
  - Je sais rien, mais je dirai tout de Pierre Richard : un ouvrier
  - Un nuage entre les dents de Marco Pico
- 1974 :
  - Les Couples du bois de Boulogne de Christian Gion
  - Dupont Lajoie de Yves Boisset : le boucher
  - Femmes Femmes de Paul Vecchiali : Victor
  - Impossible... pas français de Robert Lamoureux
  - Opération Lady Marlène de Robert Lamoureux : Lefort
  - Y'a un os dans la moulinette de Raoul André
  - Borsalino and Co. de Jacques Deray : un joueur de cartes
- 1975 :
  - C'est dur pour tout le monde de Christian Gion
  - Change pas de main de Paul Vecchiali : Victor
  - Le Gitan de José Giovanni
  - On a retrouvé la septième compagnie de Robert Lamoureux
  - C'est pas parce qu'on a rien à dire qu'il faut fermer sa gueule... de Jacques Besnard : un client des toilettes
  - La Chatte sur un doigt brulant de Cyrille Chardon
- 1976 :
  - L'Année sainte de Jean Girault : un gardien de prison
  - Gloria de Claude Autant-Lara
  - Le Théâtre des matières de Jean-Claude Biette : Victor
- 1977 :
  - Et vive la liberté ! de Serge Korber
  - L'imprécateur de Jean-Louis Bertuccelli
  - La Machine de Paul Vecchiali : le contremaître
  - Ne pleure pas de Jacques Ertaud
  - Le Couple témoin de William Klein : un gorille
- 1978 :
  - Chaussette surprise de Jean-François Davy : l'accidenté du travail
  - Je te tiens, tu me tiens par la barbichette de Jean Yanne
  - Plein les poches pour pas un rond de Daniel Daert : le dépanneur
- 1979 :
  - Les Borsalini de Michel Nerval : Riton
  - Charles et Lucie de Nelly Kaplan : le chef déménageur
  - Les Charlots en délire de Alain Basnier : le brigadier
  - Le Pull-over rouge de Michel Drach
  - Comment passer son permis de conduire de Roger Derouillat : le gendarme
  - Le Gagnant de Christian Gion

#### Années 1980
- 1980 :
  - Le Guépiot de Joska Pilissy : Mathurin
  - Un escargot dans la tête de Jean-Étienne Siry : M. Sevetier
  - C'est pas moi, c'est lui de Pierre Richard : un déménageur
- 1982 :
  - Le Rose et le Blanc de Robert Pansard-Besson : l'épicier
  - Ça va faire mal ! de Jean-François Davy
  - Les Diplômés du dernier rang de Christian Gion : le policier
  - Invitation au voyage de Peter Del Monte : l'homme au chariot
- 1983 :
  - Le Bourreau des cœurs de Christian Gion : le comédien sortant de l'ANPE
  - L'Été ardent de Philippe Barbe
  - Banzaï de Claude Zidi : le voisin d'Isabelle
  - Les Branchés à Saint-Tropez de Max Pécas : le policier, voisin d'Antoine
  - Les Planqués du régiment de Michel Caputo : le père de Sylvie
- 1985 : Faubourg Saint-Martin de Jean-Claude Guiguet : le fleuriste
- 1988 : Une nuit à l'Assemblée nationale de Jean-Pierre Mocky : le capitaine des pompiers

#### Années 1990
- 1991 : Les Arcandiers de Manuel Sanchez : le routier
- 1992 : La Cavale des fous de Marco Pico

### Télévision
- 1971 : Tang d'André Michel (série télévisée) : un gardien du laboratoire (ép. 12)
- 1971 : Les Nouvelles Aventures de Vidocq, épisode Les Chauffeurs du Nord de Marcel Bluwal
- 1971 :  Aux frontières du possible  : épisode : Protection spéciale aux ultra-sons U de Claude Boissol
- 1972 : Les Évasions célèbres : épisode l'esclave gaulois : l'accusé
- 1973 : La Ligne de démarcation - épisode 1 : Raymond, (série télévisée) : Homme d'équipe
- 1974 : Le Pain noir de Serge Moati (feuilleton télévisé)
- 1974 : L'Accusée de Pierre Goutas
- 1975 : L'Homme sans visage de Georges Franju
- 1975 : Les Grands Détectives, d'Alexandre Astruc, épisode : La Lettre volée : Lauret
- 1976 : Nick Verlaine ou Comment voler la Tour Eiffel, de Claude Boissol, épisode : Nick Verlaine prend la route
- 1978 : Ciné-roman de Serge Moati
- 1978 : Médecins de nuit de Philippe Lefebvre, épisode : Jean-François
- 1980 : Arsène Lupin joue et perd, série d’Alexandre Astruc
- 1980 : Julien Fontanes, magistrat épisode Par la bande de François Dupont-Midy
- 1981 : Sans Famille de Jacques Ertaud : le gardien de prison
- 1982 : L'Adieu aux as de Jean-Pierre Decourt
- 1985 : L'Énigme blanche de Peter Kassovitz
- 1993 : L'Affaire Seznec d'Yves Boisset